# Harmolodic Records

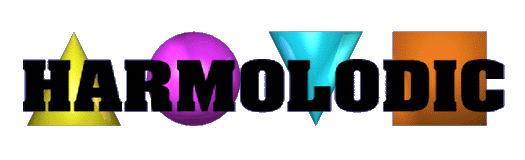
Logo van Harmolodic

Harmolodic was een Amerikaans platenlabel, opgericht in 1995 door saxofonist Ornette Coleman en zijn zoon Denardo. De naam verwees naar de muzikale filosofie van Ornette Coleman, een muzikant die avant-garde en freejazz speelt, een filosofie die hij 'harmolodics' noemt. In de jaren erop gaf het label enkele van Colemans albums opnieuw uit en kwam het met nieuwe albums van de muzikant. Ook verscheen er een album van de dichter en performer Jayne Cortez. Het label was gevestigd in Harlem en werd gedistribueerd door Verve/Polygram.